# Abandon
Abandon — альбом британського рок-гурту Deep Purple, записаний на студії «Greg Rike Studios» у місті Орландо (штат Флорида) в 1997—1998 роках. Звукоінженер — Даррен Шнайдер. Вийшов у червні 1998 року.
Альбом включає пісню «Bludsucker», яка з'явилася на альбоміDeep Purple in Rock. Назва альбому запропонована Ієном Гілланом і являє собою гру слів «Abandon» — «A Band On». Пісня «Don't Make Me Happy» була зведена в моно. Пісня «Fingers to the Bone», імовірно, присвячена колишньому гітаристу групи Річі Блекмору.

## Список пісень
1. «Any Fule Kno That» — 4:27
2. «Almost Human» — 4:49
3. «Don't Make Me Happy» — 4:45
4. «Seventh Heaven» — 5:29
5. «Watching the Sky» — 5:57
6. «Fingers to the Bone» — 4:53
7. «Jack Ruby» — 3:47
8. «She Was» — 4:17
9. «Whatsername» — 4:11
10. «'69» — 5:13
11. «Evil Louie» — 4:50
12. «Bloodsucker» — 4:29 (Ґіллан, Блекмор, Ґловер, Лорд, Пейс)

## Склад
- Ієн Ґіллан — вокал
- Стів Морс — гітари
- Роджер Ґловер — бас-гітара
- Джон Лорд — синтезатор
- Ієн Пейс — ударні